# Christine Gregoire
Christine 'Grady "Chris" Gregoire (24 de marzo de 1947 en Adrian, Míchigan) es una política estadounidense, fue gobernadora de Washington, antes de ello fiscal general de Washington. Es miembro del Partido Demócrata.
- Datos: Q239366
- Multimedia: Christine Gregoire / Q239366